# وزیر بهداشت و خدمات انسانی ایالات متحده آمریکا
وزیر بهداشت و خدمات انسانی ایالات متحده آمریکا (انگلیسی: United States Secretary of Health and Human Services) وظیفه مدیریت بر وزارت بهداشت و خدمات انسانی ایالات متحده آمریکا را برعهده دارد. رابرت اف. کندی جونیور از ۱۳ فوریه ۲۰۲۵ وزیر کنونی این وزارتخانه است.